# Алисън Бренан
Алисън Бренан (на английски: Allison Brennan) е американска писателка на произведения в жанра трилър, хорър, романтичен трилър и паранормален любовен роман.

## Биография и творчество
Алисън Бренан е родена на 29 септември 1969 г. в Сан Карлос, Калифорния, САЩ. От малка се запалва по криминалната литература и трилърите. Завършва гимназия в Адъртън през 1987 г. В периода 1987-1989 г. учи бизнес икономика, политика и литература в колежа на Калифорнийския университет в Санта Круз. След дипломирането си работи като законодателен консултант към законодателната власт на щата Калифорния. Навършвайки 30 години и след раждането на третото си дете започва да пише романи. Пише четири завършени ръкописа преди да издаде петия.
Първият ѝ трилър „The Prey“ (Плячката) от поредицата „Хищник“ е издаден през 2005 г. Той става бестселър и я прави известна. След него тя напуска работата си и се посвещава на писателската си кариера.
Криминалните сюжети, мистериите и романтичният съспенс са водещи в книгите на писателката. Нейните романтични трилъри също имат тъмен край. Критиците наричат книгите ѝ „ужасяващи“, „хипнотизиращи“, „забързани“, „пулсиращи“, „чудесно сложни“, и „многопластови“. Произведенията на писателката често са в списъците на бестселърите. За тах е номинирана за различни престижни награди и два пъти е удостоена с наградата „Дафни дю Морие“.
Член е на Асоциацията на писателите на криминални романи на Америка, на Асоциацията на международните писатели на трилъри, на Асоциацията на писателите на хоръри и на Асоциацията на писателите на любовни романи.
През 1993 г. се омъжва за Дан Бренан, с когото имат 5 деца.
Алисън Бренан живее със семейството си в Елк Гроув.

## Произведения

### Самостоятелни романи
- Murder in the River City (2012)
- Aim to Kill (2015)

### Серия „Хищник“ (Predator)
1. The Prey (2005)
2. The Hunt (2006)
3. The Kill (2006) – награда на читателите

### Серия „Зло“ (Evil)
1. Speak No Evil (2007)
2. See No Evil (2007)
3. Fear No Evil (2007) – награда „Дафни дю Морие“

### Серия „7 смъртни гряха“ (7 Deadly Sins)
1. Deliver Us From Evil (2007)
2. Original Sin (2010)
3. Carnal Sin (2010)
4. Ghostly Justice (2011)
5. Mortal Sin (2014)
6. Ghostly Justice (2014)

### Серия „Освободен от затвора“ (Prison Break)
1. Killing Fear (2008)
2. Tempting Evil (2008)
Опасна близост, изд.: ИК „ЕРА“, София (2008), прев. Юлия Чернева
3. Playing Dead (2008)

### Серия „ФБР“ (F.B.I.)
1. Sudden Death (2009)
2. Fatal Secrets (2009)
3. Cutting Edge (2009)

### Серия „Луси Кинкейд“ (Lucy Kincaid)
- Love Is Murder (2011) – предистория

1. Love Me to Death (2010)
2. Kiss Me, Kill Me (2011)
3. If I Should Die (2011)
4. Silenced (2012)
5. Stalked (2012)
6. Stolen (2013)
7. Cold Snap (2013)
8. Dead Heat (2014)
9. Best Laid Plans (2015)
10. No Good Deed (2015)
11. The Lost Girls (2016)
12. Make Them Pay (2017)
13. Breaking Point (2018)
14. Too Far Gone (2018)
15. Nothing to Hide (2019)

### Серия „Загадките на Морено и Харт“ (Moreno & Hart Mysteries) – с Лора Грифин
1. Crash and Burn (2013)
2. Hit and Run (2014)
3. Lost and Found (2016)

### Серия „Макс Ревир“ (Max Revere)
1. Notorious (2014)
2. Compulsion (2015) – награда „Дафни дю Морие“
3. Poisonous (2016)
4. Shattered (2017) – награда на читателите
5. Abandoned (2018)

### Новели
- 36 Hours (2013)

### Сборници
- What You Can't See (2007) – с Роксана Сейнт Клер и Карин Табке
- (with Roxanne St Claire and Karin Tabke)
- Killing Justice (2012)